# Studánka U Tunelu
Studánka U Tunelu, nazývaná také pramen U Tunelu, se nachází u tunelu Propustku nedokončené železnice Děrné sever, u levého břehu bezejmenného potoka, který je přítokem potoka Gručovka (povodí řeky Odry). Studánka se nachází v nadmořské výšce 350 m v severní části katastru vesnice Děrné (místní část města Fulnek), pod kopcem Radešovka ve Vítkovské vrchovině v okrese Nový Jičín v Moravskoslezském kraji. V břehu bezejmenného potoka je umístěna trubka, ze které pramen vyvěrá.

## Další informace
Místo je přístupné pěšky po lesních cestách.